# Raúl Casadei
Roberto Raúl Casadei (Santa Fe; 10 de marzo de 1953) es un exfutbolista argentino que se desempeñaba como delantero.

## Trayectoria
En 1973 debutó con el Newell's Old Boys, al año siguiente se marchó al Unión y luego al FAS de la Primera División de El Salvador. Con este club, ganó tres títulos antes de irse al Libertad de la Primera División de Paraguay y retirarse en 1983.

## Clubes
| Club              | País        | Año       |
| ----------------- | ----------- | --------- |
| Newell's Old Boys | Argentina   | 1973      |
| Unión             | Argentina   | 1974      |
| FAS               | El Salvador | 1974-1980 |
| Libertad          | Paraguay    | 1980-1983 |

## Palmarés

### Títulos nacionales
| Título           | Equipo | País        | Año     |
| ---------------- | ------ | ----------- | ------- |
| Primera División | FAS    | El Salvador | 1977-78 |
| Primera División | FAS    | El Salvador | 1978-79 |

### Títulos internacionales
| Título                           | Equipo | País        | Año  |
| -------------------------------- | ------ | ----------- | ---- |
| Copa de Campeones de la Concacaf | FAS    | El Salvador | 1979 |